# Psilopogon
A Psilopogon a madarak (Aves) osztályának a harkályalakúak (Piciformes) rendjébe, ezen belül a Megalaimidae családjába tartozó nem.

## Tudnivalók
A Psilopogon-fajok, amint az összes többi Megalaimidae családbeli madár, korábban a tukánfélék (Ramphastidae) közé voltak besorolva. Ezek a fajok a tukánoktól eltérően, ázsiai elterjedésűek. Szintén a korábbi rendszerezések szerint, ez a madárnem monotipikus volt, azaz csak a tüzestorkú bajszikát (Psilopogon pyrolophus) foglalta magába; azonban a molekuláris filogenetikai vizsgálatok következtében, a kutatók rájöttek, hogy a tüzestorkú bajszika és a Megalaima-fajok annyira közeli rokonok, hogy egy nembe sorolhatók. Emiatt összevonták a kettőt. Az összevont taxon nevét a régiség határozta meg; hiszen a monotipikus Psilopogon-t 1835-36-ban, Salomon Müller alkotta meg, míg a Megalaima-t, 1841-ben George Robert Gray.

## Rendszerezés
Az alcsaládba az alábbi 1 nem és 32 faj tartozik:
- Megalaiminae
  - Psilopogon S. Müller, 1836
    - sárgatorkú bajszika (Psilopogon haemacephalus) (Statius Muller, 1776)
    - Psilopogon malabaricus (Blyth, 1847)
    - Psilopogon rubricapillus (Gmelin, 1788)
    - Psilopogon eximius (Sharpe, 1892)
    - Psilopogon duvaucelii (Lesson, 1830)
    - Psilopogon australis (Horsfield, 1821)
    - tüzestorkú bajszika (Psilopogon pyrolophus) S. Müller, 1836 - típusfaj
    - Psilopogon virens (Boddaert, 1783)
    - Psilopogon lagrandieri (Verreaux, 1868)
    - Psilopogon rafflesii (Lesson, 1839)
    - Psilopogon mystacophanos (Temminck, 1824)
    - Psilopogon javensis (Horsfield, 1821)
    - Psilopogon pulcherrimus (Sharpe, 1888)
    - Psilopogon henricii (Temminck, 1831)
    - Psilopogon armillaris (Temminck, 1821)
    - Psilopogon faiostrictus (Temminck, 1831)
    - Psilopogon lineatus (Vieillot, 1816)
    - Psilopogon zeylanicus (Gmelin, 1788)
    - Psilopogon viridis (Boddaert, 1783)
    - Psilopogon flavifrons (Cuvier, 1816)
    - Psilopogon franklinii (Blyth, 1842)
    - Psilopogon monticola (Sharpe, 1889
    - Psilopogon corvinus (Temminck, 1831)
    - Psilopogon chrysopogon (Temminck, 1824)
    - Psilopogon chrysopsis
    - Psilopogon incognitus (Hume, 1874))
    - Psilopogon faber (Swinhoe, 1870)
    - Psilopogon nuchalis (Gould, 1863)
    - Psilopogon chersonesus (Chasen & Kloss, 1927)
    - Psilopogon oorti (S. Müller, 1836)
    - Psilopogon annamensis (Robinson & Kloss, 1919)
    - kékarcú bajszika (Psilopogon asiaticus) (Latham, 1790)
    - Psilopogon auricularis (Robinson & Kloss, 1919)

### Fordítás
- Ez a szócikk részben vagy egészben  a   Psilopogon című angol Wikipédia-szócikk ezen változatának fordításán alapul.  Az eredeti cikk szerkesztőit annak laptörténete sorolja fel. Ez a jelzés csupán a megfogalmazás eredetét és a szerzői jogokat jelzi, nem szolgál a cikkben szereplő információk forrásmegjelöléseként.